# Carina Aaltonen
Carina Aaltonen, född den 19 januari 1964, är en åländsk politiker (socialdemokrat). Aaltonen var medlem av kommunfullmäktige i Jomala 2000-2003, och av kommunstyrelsen i Jomala 2003-2011. Sedan 2016 är hon vice ordförande i Jomala kommunstyrelse. Åren 2011-2015 var hon social- och miljöminister i Ålands landskapsregering.
Utanför politiken är Carina Aaltonen känd för sitt engagemang inom Emmaus-rörelsen. Mellan 2000 och 2009 var hon verksamhetsledare för Ålands fredsförening-Emmaus och 2000–2007 satt hon i styrelsen för Emmaus International. 2010 blev hon vald till styrelseordförande för Emmaus Åland och sedan 2015 är hon ordförande för Emmaus Finland. Carina Aaltonen är även engagerad i föreningen Rädda Lumparn och numera dess ordförande.
I oktober 2019 i San Sebastian i Spanien valdes Carina Aaltonen till ordförande för Emmaus Europa. Vid Emmaus Europas regionala möte i Iasi i Rumänien återvaldes hon till ordförande för ännu en mandatperiod.
Aaltonen är ordförande för Jomala kyrkofullmäktige. 
- Ledamot av Ålands lagting 2003–2011, 2015–2019
- Social- och miljöminister, Ålands landskapsregering 2011–2015
- Jomala fullmäktige, 2000– .

Carina Aaltonen är gift med Dan Jansén och har en son.